# Fernandão (futbolista nacido en 1987)
José Fernando Viana de Santana, más conocido como Fernandão (Río de Janeiro, Brasil; 27 de febrero de 1987), es un futbolista brasileño. Juega de delantero, y su equipo actual es el Fenerbahçe S.K. de la Süper Lig de Turquía.

## Trayectoria
En el 2008 fue enviado a préstamo al Flamengo por un año, logrando clasificar a la Copa Sudamericana 2009. También jugó la Copa Libertadores 2008 donde se eliminó en octavos de final.
En el 2010 jugó por el Paysandu en el Campeonato Brasileño de Fútbol Serie C 2010 eliminándose en cuartos de final.
Luego de un buen desempeño por Guarani, fue pedido a préstamo por el Palmeiras con el cual disputa la Copa Sudamericana 2011. En mayo del 2012 queda libre y logra fichar por el Atlético Paranaense en ese entonces en la Segunda División. Con el Paranense logra ascender al quedar tercero en la tabla general.
Tras no tener muchos minutos con el Paranaense decide irse a préstamo al Bahia donde fue goleador del equipo con 15 goles compartiendo el ataque con el estadounidense Freddy Adu. Luego de eso fue pedido para ser prestado al Bursaspor de la Superliga de Turquía. Clasificó y jugó la Liga Europa de la UEFA 2014-15, fue presentado con el número 99. Para la siguiente temporada le dan el dorsal 9 que era de Stanislav Šesták quien partió al Bochum, en aquella temporada fue el máximo goleador de la Superliga con 22 goles.

### Fenerbahce
Luego de ser el máximo goleador de la Superliga fue traspasado al Fenerbahce por 6,5 millones de euros por el Atlético Paranaense quien era dueño de su pase. Fue goleador de su equipo junto a Robin van Persie con 13 goles para Fernandao y 16 para el holandés siendo su campeón en su primera temporada.

## Clubes
| Club                   | País    | Año         |
| ---------------------- | ------- | ----------- |
| Tombense F.C.          | Brasil  | 2008 - 2012 |
| Flamengo (Cedido)      | Brasil  | 2008        |
| Volta Redonda (Cedido) | Brasil  | 2009        |
| Macaé (Cedido)         | Brasil  | 2010        |
| Paysandu (Cedido)      | Brasil  | 2010        |
| Demócrata (Cedido)     | Brasil  | 2011        |
| Guarani (Cedido)       | Brasil  | 2011        |
| Palmeiras (Cedido)     | Brasil  | 2011 - 2012 |
| Atlético Paranaense    | Brasil  | 2012 - 2015 |
| Bahia (Cedido)         | Brasil  | 2013        |
| Bursaspor (Cedido)     | Turquía | 2014 - 2015 |
| Fenerbahçe S.K.        | Turquía | 2015 -      |